# Milesina blechni
Milesina blechni är en svampart som först beskrevs av Syd. & P. Syd., och fick sitt nu gällande namn av Arthur ex Faull 1910. Milesina blechni ingår i släktet Milesina och familjen Pucciniastraceae.   Inga underarter finns listade i Catalogue of Life.